# Irsan Lestaluhu
Irsan Lestaluhu (sinh ngày 15 tháng 10 năm 1999) là một cầu thủ bóng đá người Indonesia hiện tại thi đấu ở vị trí hậu vệ cho câu lạc bộ tại Liga 1 Madura United.

## Thống kê sự nghiệp

### Câu lạc bộ
Tính đến 21 tháng 5 năm 2018.
| Câu lạc bộ          | Mùa giải            | Giải vô địch        | Giải vô địch | Giải vô địch | Cúp     | Cúp       | Châu lục | Châu lục  | Khác    | Khác      | Tổng    | Tổng      |
| Câu lạc bộ          | Mùa giải            | Hạng đấu            | Số trận      | Bàn thắng    | Số trận | Bàn thắng | Số trận  | Bàn thắng | Số trận | Bàn thắng | Số trận | Bàn thắng |
| ------------------- | ------------------- | ------------------- | ------------ | ------------ | ------- | --------- | -------- | --------- | ------- | --------- | ------- | --------- |
| Madura United       | 2018                | Liga 1              | 1            | 0            | 0       | 0         | –        | –         | 0       | 0         | 1       | 0         |
| Tổng cộng sự nghiệp | Tổng cộng sự nghiệp | Tổng cộng sự nghiệp | 1            | 0            | 0       | 0         | –        | –         | 0       | 0         | 1       | 0         |

Notes